# Комю
Комю́ (фр. Comus) — коммуна во Франции, находится в регионе Лангедок — Руссильон. Департамент коммуны — Од. Входит в состав кантона Белькер. Округ коммуны — Лиму.
Код INSEE коммуны — 11096.

## Население
Население коммуны на 2008 год составляло 40 человек.
| 1962 | 1968 | 1975 | 1982 | 1990 | 1999 | 2008 |
| ---- | ---- | ---- | ---- | ---- | ---- | ---- |
| 157  | 127  | 96   | 67   | 46   | 39   | 40   |

## Экономика
В 2007 году среди 20 человек в трудоспособном возрасте (15—64 лет) 15 были экономически активными, 5 — неактивными (показатель активности — 75,0 %, в 1999 году было 30,0 %). Из 15 активных работали 14 человек (7 мужчин и 7 женщин), безработным был 1 мужчина. Среди 5 неактивных 1 человек был пенсионером, 4 были неактивными по другим причинам.

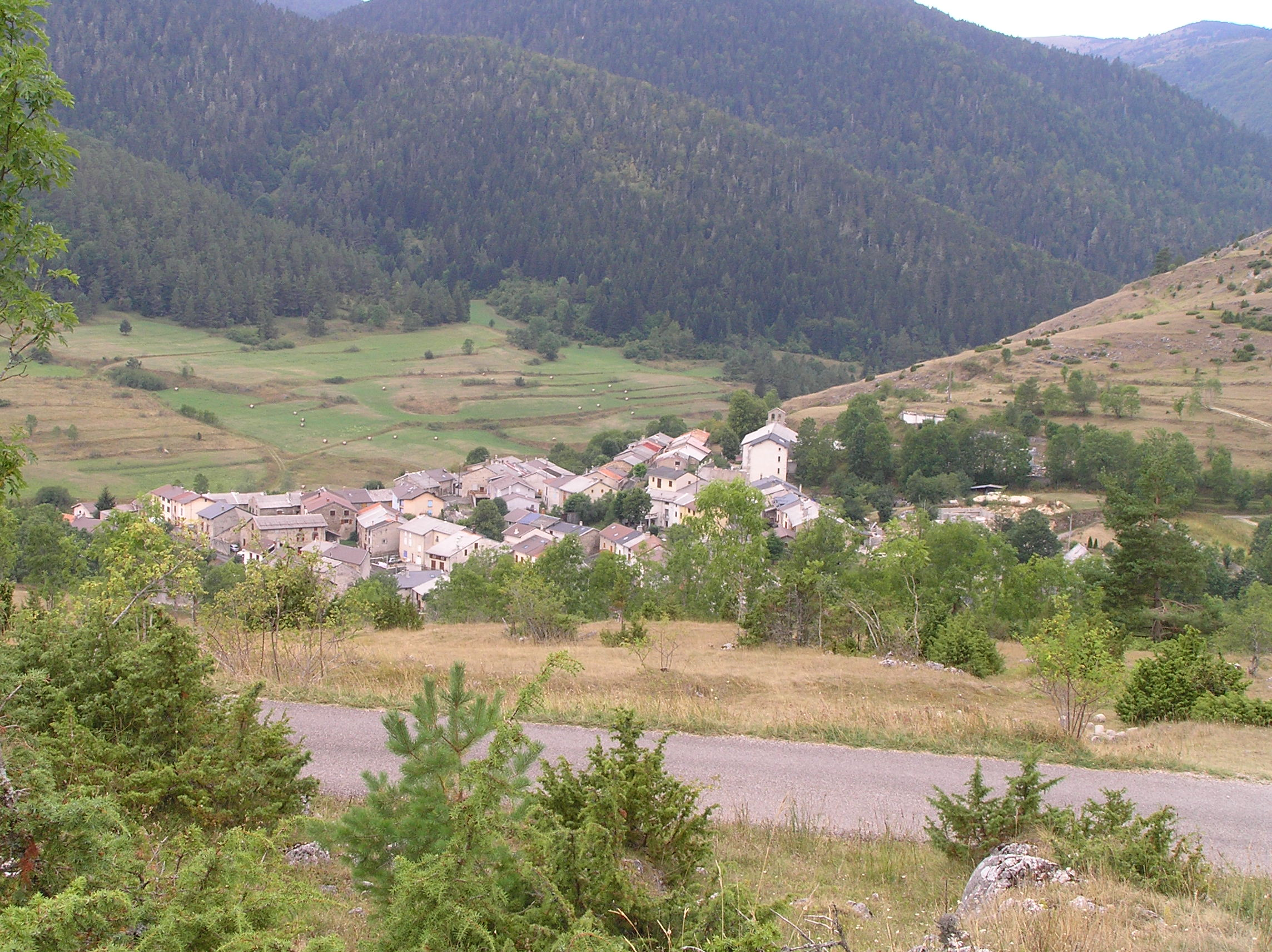